# Hahn Erzsébet
Hahn Erzsébet modell, manöken, táncművész (asszonyneve: Szabó Gyulané).

## Élete
A 60-70-es évek manökenje. Gyermekkorában balettművész szeretett volna lenni. Egy évig tanult az Operaház balettmesterénél, Nádasi Ferencnél. Egy évig pedig az Artistaképzőben. A KISZ Központi Művészegyüttes táncosa volt.
Dolgozott kézműipari ktsz-ben is, majd  rábeszélték, hogy legyen manöken. Sikeres manöken lett.
Bemutatta a magyar ruhákat Norvégiaban, Hollandiaban, Svájcban, Kuvaitban, Tokióban, Kanadaban is. Munkájával bejárta a fél világot a több évtized alatt.
Bejrutban felismerték, ahol életnagyságú képe állt, felirattal, Elisabeth Szabó. Rotschild-bemutatón is részt vett, Brüsszelben is, 1958-ban. Rotschild lánynak hívták őt is. Rotschild Klára manökenjei voltak a legkiváltságosabbak az akkori divatéletben. Különleges nők voltak, nagyon vékony derékkal.
Fotói rendszeresen megjelentek a magazinok címlapjain, például az Ez a Divatban. Fotósai voltak többek közt Bara István , Módos Gábor,   Friedmann Endre és Farkas Tamás fotóművészek.
Nem volt szakszervezetük a manökeneknek. A működési engedély két-három évig volt érvényes, utána újból zsűrizték a manökent.
Férje Szabó Gyula színművész volt haláláig. Két gyermekük született, Melinda és Attila.